# Arkadiusz Czapski

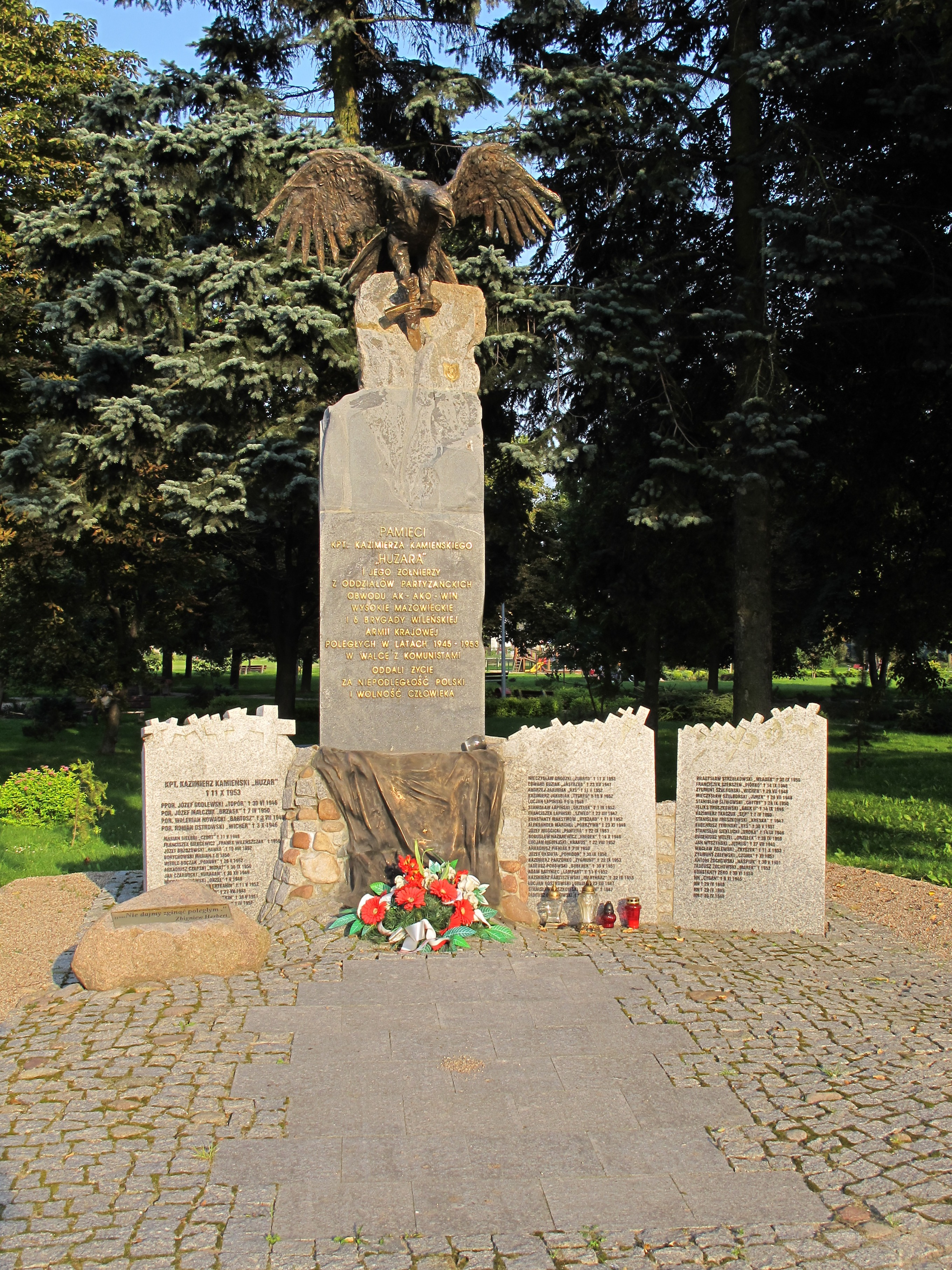
Pomnik poświęcony Kazimierzowi Kamieńskiemu i żołnierzom 6 Brygady Wileńskiej w Wysokiem Mazowieckim. Wśród żołnierzy wymieniony jest również Arkadiusz Czapski

Arkadiusz Czapski pseud. Arkadek, Tajfun, Murat (ur. 6 grudnia 1924 w Niemirkach, zm. 30 września 1950 w Borychowie) – żołnierz Armii Krajowej i Zrzeszenia Wolność i Niezawisłość, szeregowiec 6 Partyzanckiej Brygady Wileńskiej, dowódca patrolu, żołnierz wyklęty.

## Życiorys
W czasie II wojny światowej Arkadiusz Czapski był żołnierzem AK w Obwodzie Sokołów Podlaski AK. Po wojnie pozostał w konspiracji, walczył w sokołowskich strukturach poakowskich. Podporządkował się Wileńskiej Brygadzie (WiN) dowodzonej wtedy przez kpt. Władysława Łukasiuka „Młota”. W szeregach tej Brygady walczył w patrolu Kazimierza Wyrozębskiego „Sokolika”, następnie, po śmierci „Sokolika” 5 lipca 1948 roku – w oddziale ppor. Józefa Małczuka „Brzaska”. Po śmierci „Brzaska” 7 kwietnia 1950 roku dowodził własnym patrolem, w skład którego wchodzili w lipcu 1950 roku m.in.: Józef Oksiuta „Pomidor”, Władysław Strzałkowski „Władek”, Eugeniusz Welfel „Orzełek” i NN „Czesław” (który wkrótce został zwolniony). Ukrywali się w Borychowie u Mariana Borychowskiego. Wczesną jesienią Józef Oksiuta stworzył własny patrol.
Trzydziestego września 1950 roku grupie operacyjnej resortu bezpieczeństwa udało się zaskoczyć patrole Arkadiusza Czapskiego „Arkadka” oraz Józefa Oksiuty „Pomidora”. W trakcie nierównej walki (150 żołnierzy KBW) wystrzelano wszystkich otoczonych przez obławę partyzantów: „Arkadka”, „Pomidora”, „Władka”, oraz "Orzełka" (Eugeniusz Welfel z Tuszyna k/Łodzi) mylnie zidentyfikowanego przez resort bezpieczeństwa jako Stanisław Łapiński „Orzełek”.

## Upamiętnienie
W 2005 roku w Borychowie odsłonięto obelisk z napisem: Pamięci 6 Brygady Wileńskiej AK poległych 30.09.1950 r. w Borychowie w walce z komunistami. Arkadiusza Czapskiego ps. „Arkadek”, Józefa Oksiuty ps. „Pomidor”, Władysława Strzałkowskiego ps. „Władek”, Eugeniusza Welfela ps. „Orzełek” oraz Mariana Borychowskiego zamęczonego przez komunistów w 1951 r. w więzieniu za pomoc udzieloną partyzantom. Oddali życie za niepodległość Polski i wolność człowieka". 04.05.2005 r..
W Wysokiem Mazowieckim odsłonięto pomnik upamiętniający Kazimierza Kamieńskiego, oficerów i żołnierzy 6 Wileńskiej Brygady. Wśród poległych wymieniony jest również Arkadiusz Czapski.